# Barclay Curle
La Seawind Barclay Curle è un'azienda britannica di cantierisitica navale.

## Storia
L'azienda fu fondata nel 1818 da Robert Barclay a Stobcross, sobborgo di Glasgow. Nel 1862 l'azienda costruì una grossa officina sempre a Stobcross. Nel 1876 l'azienda si spostò più a valle lungo il fiume Clyde, a Whiteinch. Nel 1884 divenne una società per azioni col nome di Barclay Curle. Nel 1912 Barclay Curle acquisì il vicino cantiere di Elderslie, a Scotstoun, dalla John Shearer & Sons, per portarci gli ordini in eccesso che l'azienda non riusciva a processare al cantiere di Clydeholm, a Whiteinch. La Barclay Curle stessa fu acquisita nel 1912 da Swan Hunter.

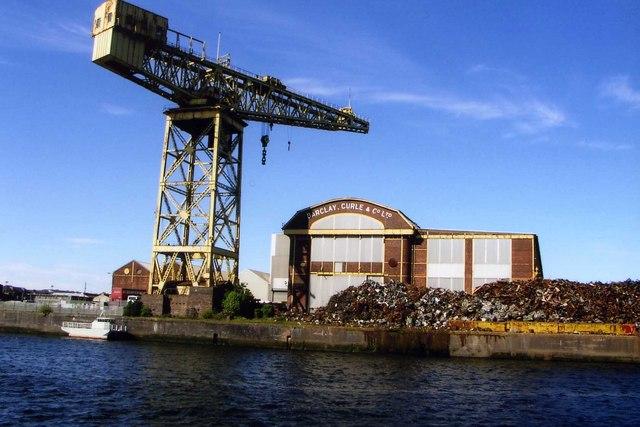
L'officina North British Diesel Engine e la gru Titan in disuso presso il cantiere Barclay Curle di Clydeholm, a Whiteinch.

L'11 novembre 1911 fu varata al cantiere di Clydeholm la MS Jutlandia per la marina mercantile danese, la prima nave a nafta per navigazione oceanica costruita nel Regno Unito.
Nel 1913 nel cantiere di Clydeholm fu costruita l'officina North British Diesel Engine, una costruzione modernista progettata da Karl Bernhard e supervisionata da John Galt, influenzata dal progetto del 1909 di Peter Behrens della fabbrica di turbine AEG di Berlino, che è ancora presente oggi. Nel 1920 fu costruita dalla Sir William Arrol & Co. la grande gru Titan, sul molo di lato all'officina motori, per permettere il trasferimento sulle navi lì ormeggiate. Rimane oggi una delle quattro rimaste sul fiume Clyde, con quelle di Finnieston, Clydebank e Greenock.
Durante la prima guerra mondiale il cantiere Barclay Curle costruì diverse cannoniere classe Insect per la Royal Navy.
Barclay Curle cessò di costruire navi al cantiere di Clydeholm, a Whiteinch, nel 1968, focalizzandosi sui cantieri lungo il fiume Tyne, sempre di proprietà Swan Hunter. Il cantiere di Elderslie, che si trova più a ovest, sul lato opposto di Scotstoun, fu acquisito nel 1974 da Yarrow Shipbuilders. l'officina North British Diesel Engine continuò a lavorare e fu acquisitata dalla Sulzer, costruttrice di motori marini, fino a quando non fu nazionalizzata come parte di British Shipbuilders a seguito dell'Aircraft and Shipbuilding Industries Act del 1977 e verso la fine del decennio reindirizzò la produzione verso i sistemi d'arma navali della British Aerospace (missili Sea Dart e Sea Wolf). Infine, nella metà degli anni 80 divenne una zona industriale.
Come parte del Seawind Group, l'azienda non ha più base a Glasgow ma continua ad avere proprietà a Birkenhead, nel Merseyside, e a Appledore, nel Devon.
I registri della Barclay Curle sono conservati negli archivi cittadini di Glasgow.